# پیر زبلی

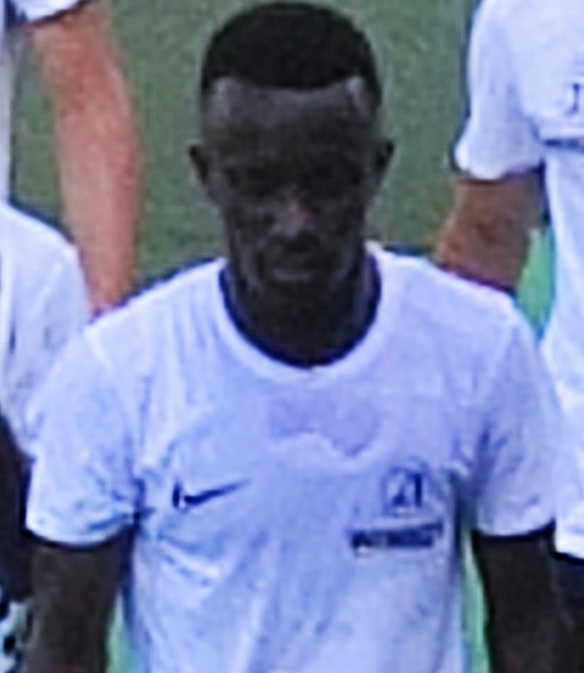
پیر زبلی در سال ۲۰۲۲

پیر زبلی (انگلیسی: Pierre Zebli؛ زادهٔ ۱۲ ژوئیهٔ ۱۹۹۷) بازیکن فوتبال اهل ساحل عاج است.
از باشگاه‌هایی که در آن بازی کرده‌است می‌توان به باشگاه فوتبال پروجا، باشگاه فوتبال اینتر میلان، باشگاه فوتبال خنک، و باشگاه فوتبال آسکولی اشاره کرد.
وی همچنین در تیم ملی فوتبال Ivory Coast U20 بازی کرده‌است.